# مد ایتالیایی

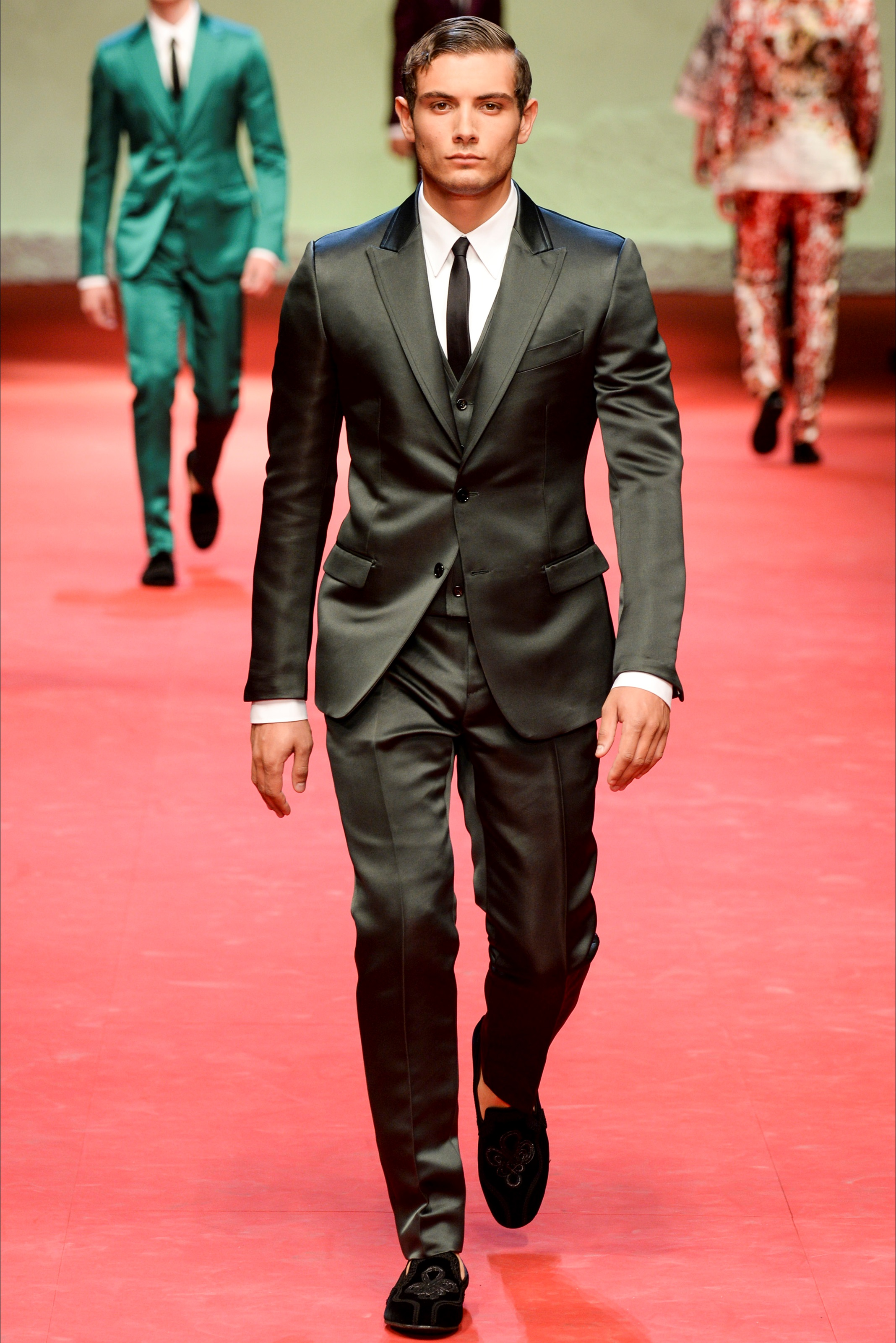
نمایش مد دولچه اِ گابانا، بهار/تابستان ۲۰۱۵ میلادی

مد ایتالیایی (انگلیسی: Italian Fashion)؛ ایتالیا یکی از کشورهای پیشرو در طراحی مد در کنار فرانسه و بریتانیا است. مد همیشه بخش مهمی از زندگی فرهنگی و جامعهٔ این کشور بوده است، ایتالیایی‌ها به دلیل توجه خود به لباس شناخته شده‌اند؛ «LA BELLA FIGURA» (یا «ظاهر خوب»)، اهمیت سنتی خود را حفظ کرده است.
مد ایتالیایی در سده‌های ۱۱ تا ۱۶ میلادی، زمانی که پیشرفت هنری در ایتالیا در اوج خود بود، برجسته شد. شهرهایی مانند رم، پالرمو، ونیز، میلان، ناپل، فلورانس و ویچنزا شروع به تولید کالاهای لوکس، کلاه، لوازم آرایشی، جواهرات و پارچه‌های غنی کردند. از سدهٔ هفدهم تا اوایل سدهٔ بیستم میلادی، مد ایتالیایی اهمیت و درخشش خود را از دست داد و با محبوبیت زیاد مد فرانسوی، گرایش اصلی اروپا به فرانسه متمایل شد. این امر به دلیل لباس‌های لوکسی است که برای درباریان لوئی چهاردهم طراحی شده بود. با این حال، از زمان برگزاری مجالس مد در سال‌های ۱۹۵۳–۱۹۵۱ میلادی توسط جووانی باتیستا جورجینی در فلورانس، «مدرسۀ ایتالیایی» شروع به رقابت با اوت کوتور فرانسوی کرد و برچسب‌هایی مانند پرادا و گوچی شروع به رقابت با شنل و دیور کردند. در سال ۲۰۰۹ میلادی، طبق گزارش رصد جهانی زبان، میلان مرکز طراحی ایتالیا، برترین پایتخت مد جهان و رم در رتبۀ چهارم قرار گرفتند، و اگرچه هر دو شهر در رتبه‌بندی‌های بعدی سقوط کردند، ولی در سال ۲۰۱۱ میلادی، فلورانس نیز به عنوان سی‌و‌یکمین پایتخت مد جهان وارد شد. به‌ طور کلی میلان به عنوان یکی از «چهار پایتخت بزرگ» مد جهانی در کنار نیویورک، پاریس و لندن در نظر گرفته می‌شود. گاهی اوقات، «پنج بزرگ» شامل رم نیز می‌شود.
مد ایتالیایی با کلی‌ترین مفهوم «ساخت ایتالیا» مرتبط است، یک برند تجاری که بیانگر برتری خلاقیت و مهارت است. کالاهای لوکس ایتالیایی به دلیل کیفیت منسوجات و ظرافت و زیبایی در ساخت آن‌ها مشهور هستند. بسیاری از برندهای لوکس فرانسوی، بریتانیایی و آمریکایی (مانند شنل، دیور، بالمین و خط اصلی رالف لورن) نیز به کارخانه‌های صنایع دستی ایتالیایی متکی هستند که در مناطق بسیار تخصصی در منطقۀ شهری ناپل و مرکز-شمال ایتالیا (توسکانی، مارکه، ونتو و پیه‌مونته) برای تولید قطعات پوشاک و اکسسوری (لوازم‌جانبی) خود قرار دارند.
تجمع غیرانتفاعی که توسعۀ مد ایتالیا را هماهنگ و ترویج می‌کند، اتاق ملی مد ایتالیا است که اکنون توسط کارلو کاپاسا رهبری می‌شود. این ائتلاف در سال ۱۹۵۸ میلادی در رم راه‌اندازی شد، اکنون در میلان مستقر است و نشان‌دهندۀ تمامی عالی‌ترین ارزش‌های فرهنگیِ مد ایتالیایی است. این انجمن سیاست حمایت سازمانی را با هدف دانش، ترویج و توسعۀ مد از طریق رویدادهای برجسته در ایتالیا و خارج از کشور دنبال کرده است. استعداد مد جوان و خلاق نیز در ایتالیا ترویج می‌شود، مانند مسابقۀ سالانۀ طراحان مد جوان آی‌تی‌اس (جایزۀ پشتیبانی استعدادهای بین‌المللی) در تریسته.

## خانه‌های مد ایتالیایی، طراحان و برندهای لوکس
نمونه‌هایی از خانه‌های مد ایتالیایی که بر روی لباس‌های مردانه و زنانه و همچنین اکسسوری‌ها تمرکز دارند:
- آنیونا
- آرمانی (بنیانگذار و مدیر جورجو آرمانی)
- بالسترا
- بوتگا ونتا (طراحی شده توسط متیو بلزی بلژیکی-فرانسوی)
- روبرتو کاوالی (به مدیریت فائوستو پولییزی)
- کاستومه نشنال
- برونلو کوچینلی
- دیزل (به مدیریت گلن مارتنس)
- دولچه اِ گابانا
- دیسکوارد۲ (ساخته شده توسط دو کانادایی، دین و دن کاتن)
- اترو (به مدیریت مارکو د وینچنتسو)
- فندی (که قبلاً مدیریت پوشاک‌آمادهٔ زنانه توسط کارل لاگرفلد می‌شد و اکنون توسط کیم جونز مدیریت می‌شود و اکسسوری‌ها و خطوط مردانه که توسط سیلویا ونتورینی فندی مدیریت می‌شود.)
- فراگامو (طراحی شده توسط ماکسیمیلیان دیویس)
- فراری (طراحی شده توسط روکو یانونه)
- جان‌فرانکو فرره
- فیوروچی
- گوچی (به مدیریت سابق تام فورد و الساندرو میکله، و اکنون توسط ساباتو د سارنو)
- آیسبرگ (به مدیریت جیمز لانگ)
- جیل ساندر (که توسط طراح معروف آلمانی تأسیس شد، اما دفتر مرکزی آن در ایتالیا است، طراحی شده توسط لوکه و لوسی مایر)
- جان ریچموند
- کیتون
- لورو پیانا
- امیلیو پوچی (ساخته شده توسط کامیله میچلی)
- مارنی (که توسط کنسوئلو کاستیلیونی تأسیس شد و اکنون توسط فرانچسکو ریسو مدیریت می‌شود)
- میسونی (به مدیریت آلبرتو کالیری)
- مونکلر
- موسکینو (توسط آدریان آپیولاتسا ساخته شده است)
- پرادا (رف سایمونز به عنوان مدیر خلاقیت به میوچا پرادا پیوست)
- ارمانو شروینو
- تودس (طراحی شده توسط ماتئو تامبورینی)
- تروساردی
- ولنتینو (تأسیس شده توسط ولنتینو گروانی، مدیریت سابقاً توسط پیرپائولو پیچیولی و اکنون توسط الساندرو میکله)
- ورساچه (که توسط جانی ورساچه تأسیس شد و اکنون توسط دناتلا ورساچه مدیریت می‌شود)

نمونه‌هایی از برندهای مد عمده که عمدتاً در پوشاک زنانه (و همچنین اکسسوری برای زنان) تخصص دارند عبارتند از: لائورا بیاجوتی، بلومارینه (بنیانگذار آنا مولیناری)، کاپوچی، کیارا بونی، آلبرتا فرتی، گاتینونی، جنی (طراحی شده توسط سارا کاواتسا فاکینی)، جامبا (ساخته شده توسط طراح جامباتیستا والی)، کریتسیا (تأسیس شده توسط ماریوچا ماندلی و اکنون به مدیریت هنری ژو چونگیون)، لا پرلا، لوئیزا اسپانیولی، مکس مارا (ساخته ایان گریفیتس)، میو میو (مؤسس و مدیریت میوچا پرادا)، فیلوسوفی (به مدیریت لورنتسو سرافینی)، میلا شون و توین-ست میلانو در حالی که مهم‌ترین خانه‌های لوکس که فقط بر روی لباس مردانه و اکسسوری های مردانه تمرکز دارند عبارتند از: بریونی، کانالی، کورنلیانی، لاردینی، استفانو ریچی، زنیا (به مدیریت الساندرو سارتوری) و پال تسیلری.
لباس‌های ورزشی لوکس و پوشاک خیابانی به گرایش‌های مد عمومی تبدیل شده‌اند و سبک‌های گران و ارزان، رسمی و ورزشی را در یک ظاهر ترکیب می‌کنند و همچنین در این بخش ایتالیا، جدای از برندهای لوکس بزرگ که بر روی پوشاک‌آماده (یا سفارشی‌دوز) تمرکز دارند، خطوط یا آیتم‌های سبک خیابانی خود را توسعه می‌دهند؛ برندهایی چون: گوچی، فندی، موسکینو و پرادا، یا برندهای برتر با میراث ورزشی قوی چون بیکمبرگس، دارای چند شرکت پیشرفتۀ متمرکز بر این سبک است، مانند: جی‌چی‌دی‌اس، آف-وایت که توسط ویرجیل ابلو آمریکایی تأسیس شد اما در میلان، استون آیلند مستقر است. در لباس‌های ورزشی برخی از برجسته‌ترین خانه‌ها چون: دیادورا، فیلا و کاپا نیز حضور دارند.
تعدادی از طراحان ایتالیایی برخی از برندهای مهم مد در خارج از ایتالیا را هدایت می‌کنند (یا رهبری کرده‌اند). ریکاردو تیشی تا سال ۲۰۱۷ میلادی به مدت دوازده سال برای خانۀ لوکس فرانسوی ژیوانشی کار می‌کرد و از سال ۲۰۱۸ تا سال ۲۰۲۲ میلادی به عنوان مدیر خلاق بریتانیایی بربری انتخاب شد، ماریا گراتسیا کیوری پس از همکاری در ولنتینو به همراه پیر پائولو پیچیولی، اکنون اولین مدیر خلاق زن در تاریخ دیور است، برند فرانسوی مد روشاس، چند سالی توسط الساندرو دل‌آکوا مدیریت شده بود؛ و اکنون توسط الساندرو ویجیلانته مدیریت می‌شود. مارکو کولاگروسی پس از چند سال که تحت مدیریت فائوستو پولییزی بود، سرپرستی اونگارو را به دست گرفت. نیکولا فورمیکتی مدیر هنری موگلر بود. نینو چروتی خانۀ مد خود را در پاریس تأسیس کرد. اصلی‌ترین پوشاک‌آمادهٔ جامباتیستا والی و خطوط مد برتر در پاریس واقع شده است، و استفانو پیلاتی تقریباً هشت سال طراح اصلی سن لوران بود.
در میان جدیدترین برچسب‌ها یا طراحان جوان، برجسته‌ترین آن‌ها: کالکاترا، دل کوره، برند لوکس گلدن گوس، استلا جین و دی آتیکو هستند.
دیگر برچسب‌های لوکس که عمدتاً بر تولید کالاهای چرمی مانند اکسسوری، به ویژه کمربند یا کفش (ولی نه فقط) متمرکز هستند عبارتند از: اندرسونز، آکواتسورا، بالدینینی، بالین، بونتونی، کاسادِی، رنه کائوویلا، برونو مالیی، پاچوتی، پولینی، جانویتو روسی، سرجو روسی، جوزپه زانوتی، در حالی که برندهای مد یا برچسب‌هایی که در درجهٔ اول تولیدکنندۀ کیف‌ها و چمدان‌ها هستند، عبارتند از: براچالینی، فورلا، ماندرینا داک، پیکوادرو، سراپیان و والکسترا.
ایتالیا همچنین خانهٔ بسیاری از مجلات مد، مانند وُگ ایتالیا، ونتی فر، اِل، گلامور، گراتسیا است.

سایر برندهای اکسسوری و جواهرات ایتالیایی، مانند لوکسوتیکا (مالک، در بین چندین برند عینک لوکس، ری-بن و پرسول)، سافیلو، بوچلاتی، دامیانی، ورنیر، پوملاتو، دودو، گروه موره‌لاتو، اوفیچینه پانرای و بولگاری.

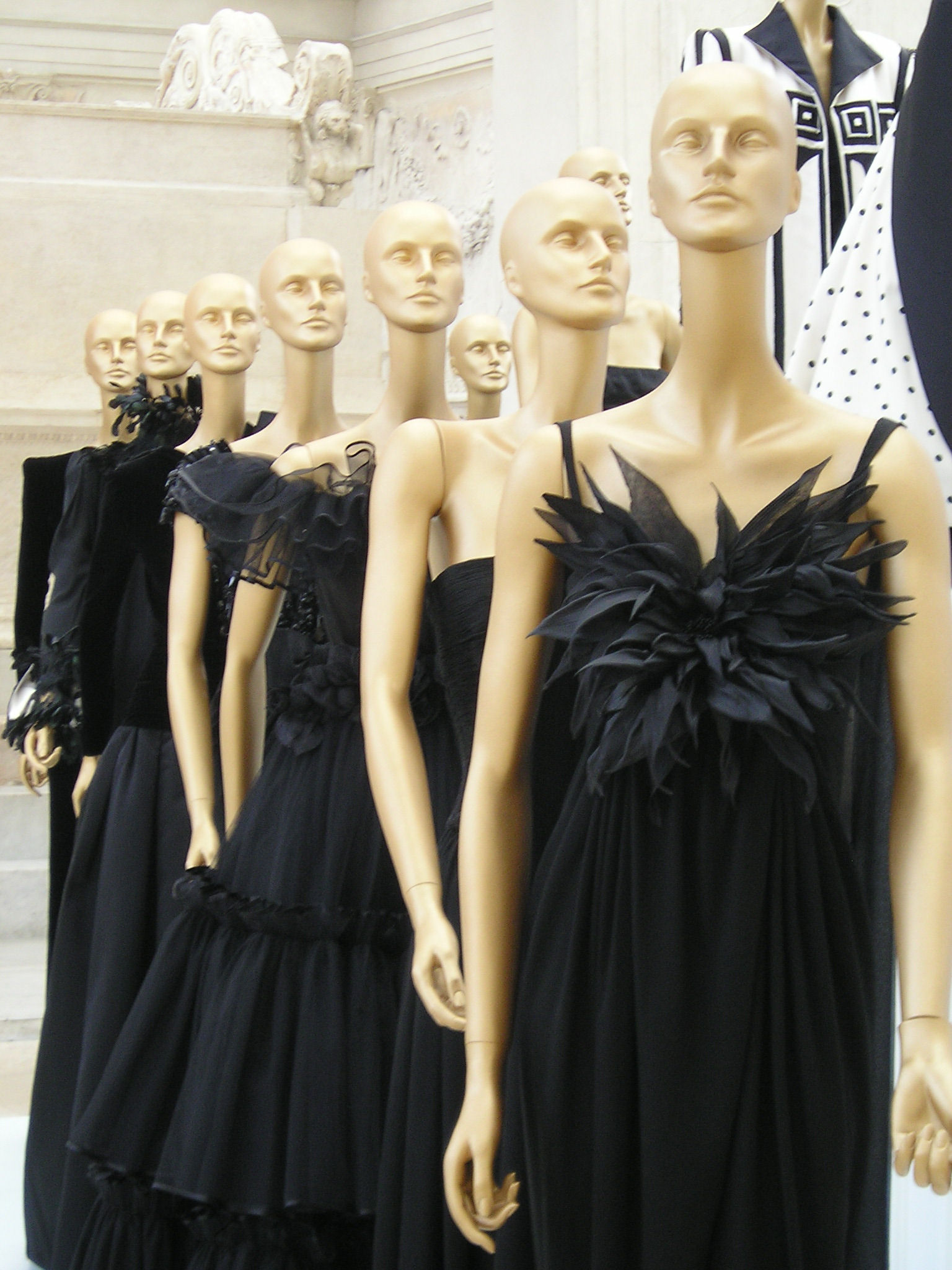
پوشاک ولنتینو
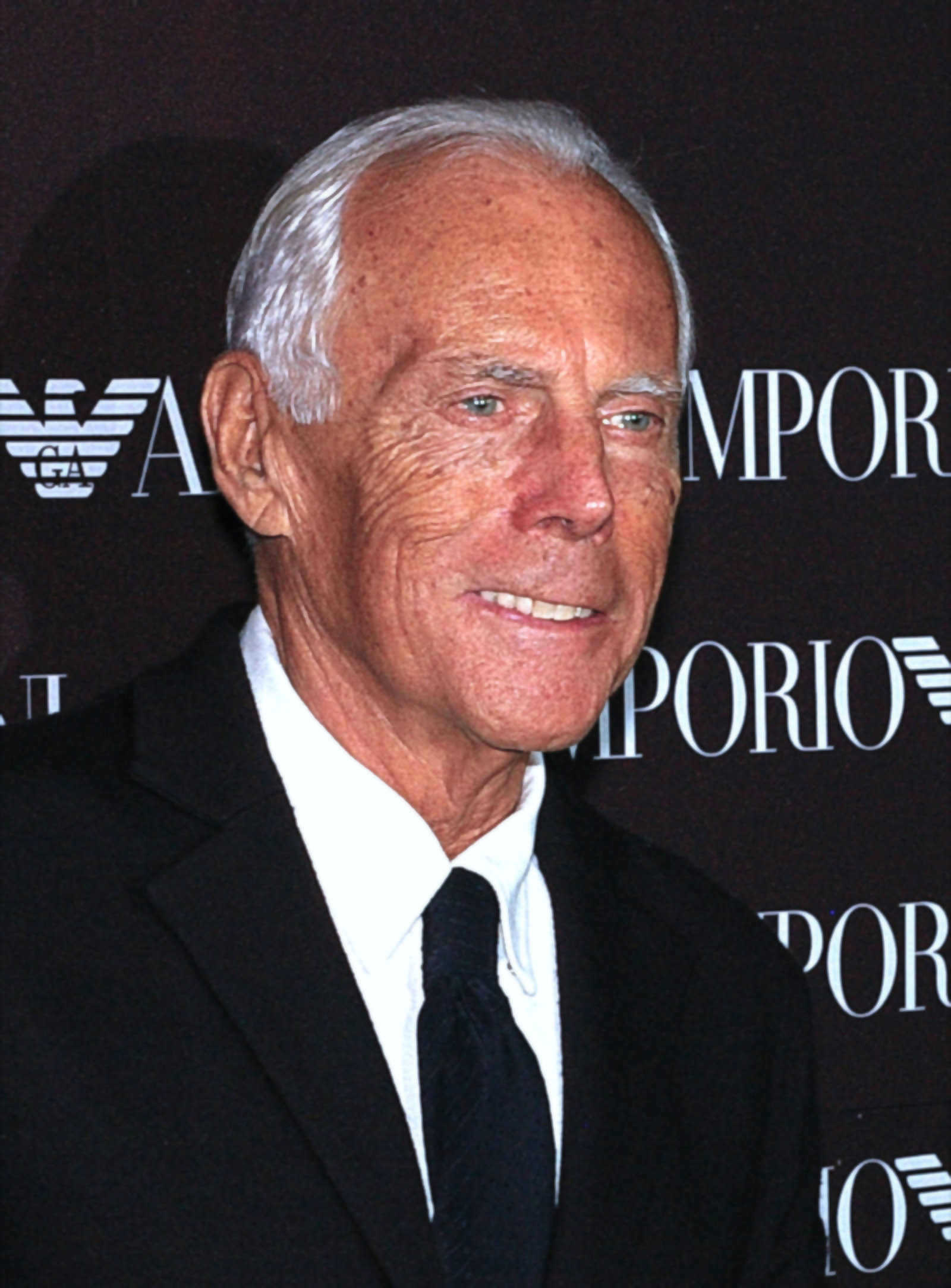
جورجو آرمانی، موسس شرکت آرمانی
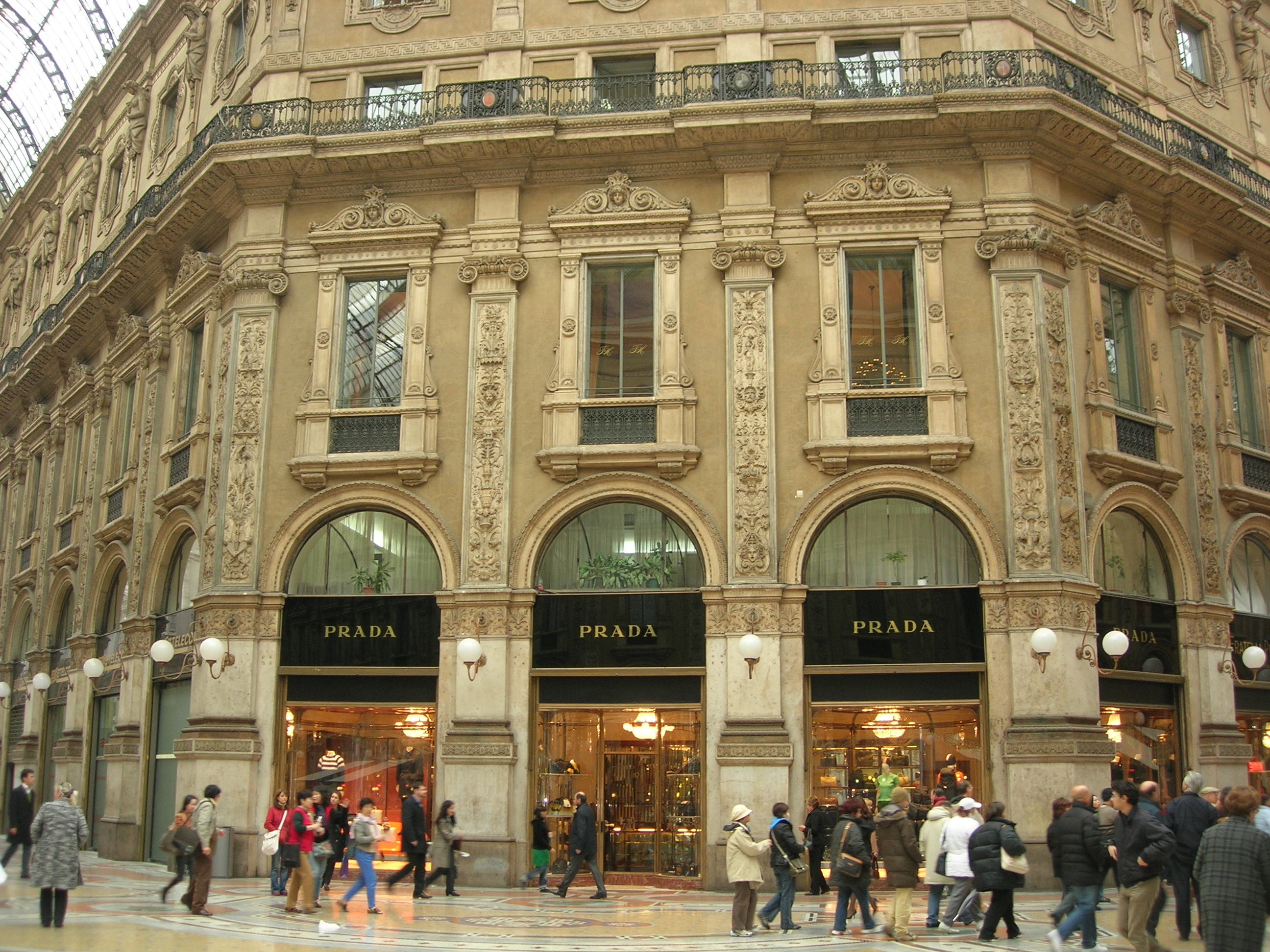
فروشگاه پرادا در میلان
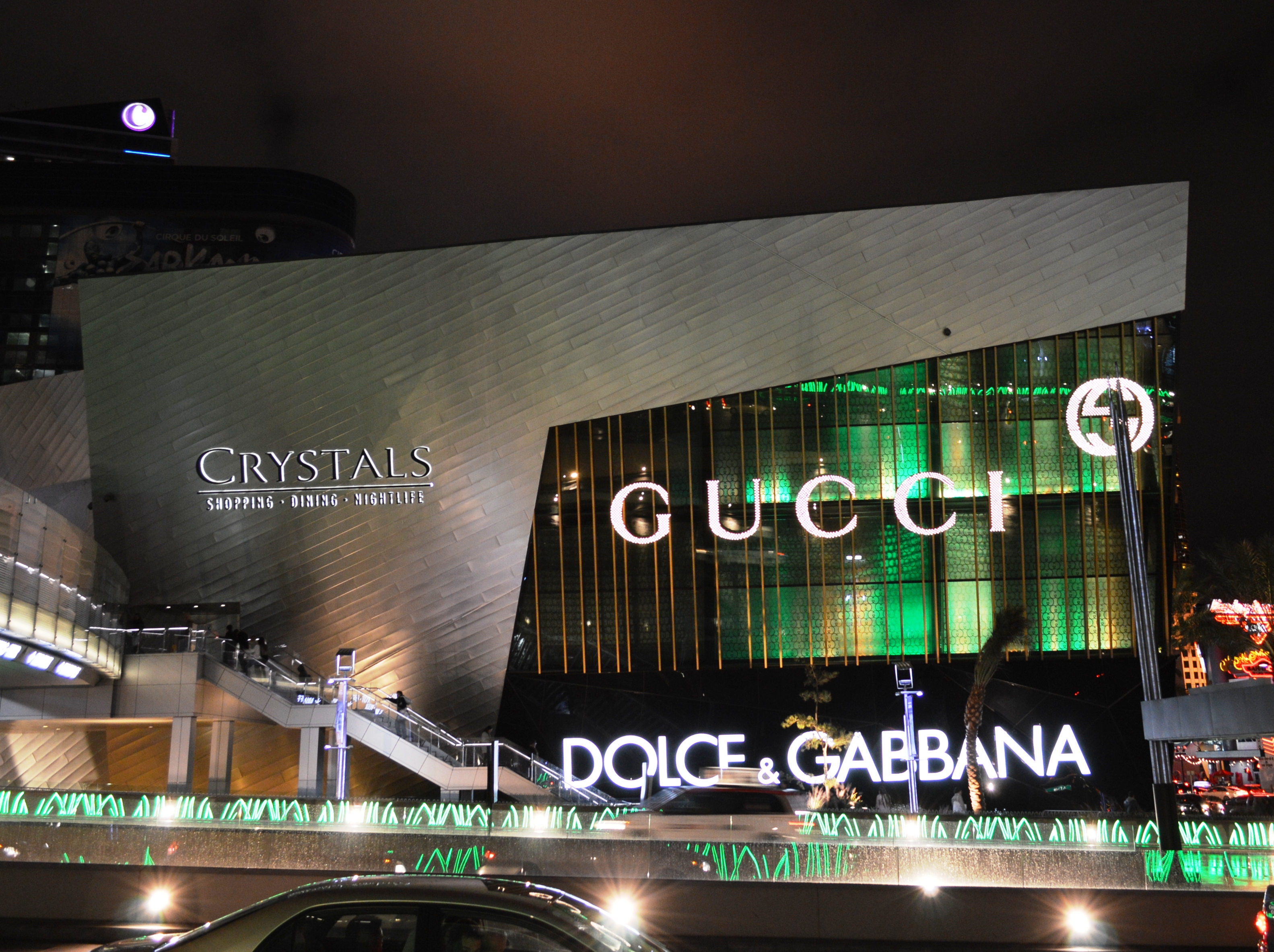
فروشگاه گوچی و دولچه اِ گابانا در لاس وگاس استریپ

## تاریخ مدرن

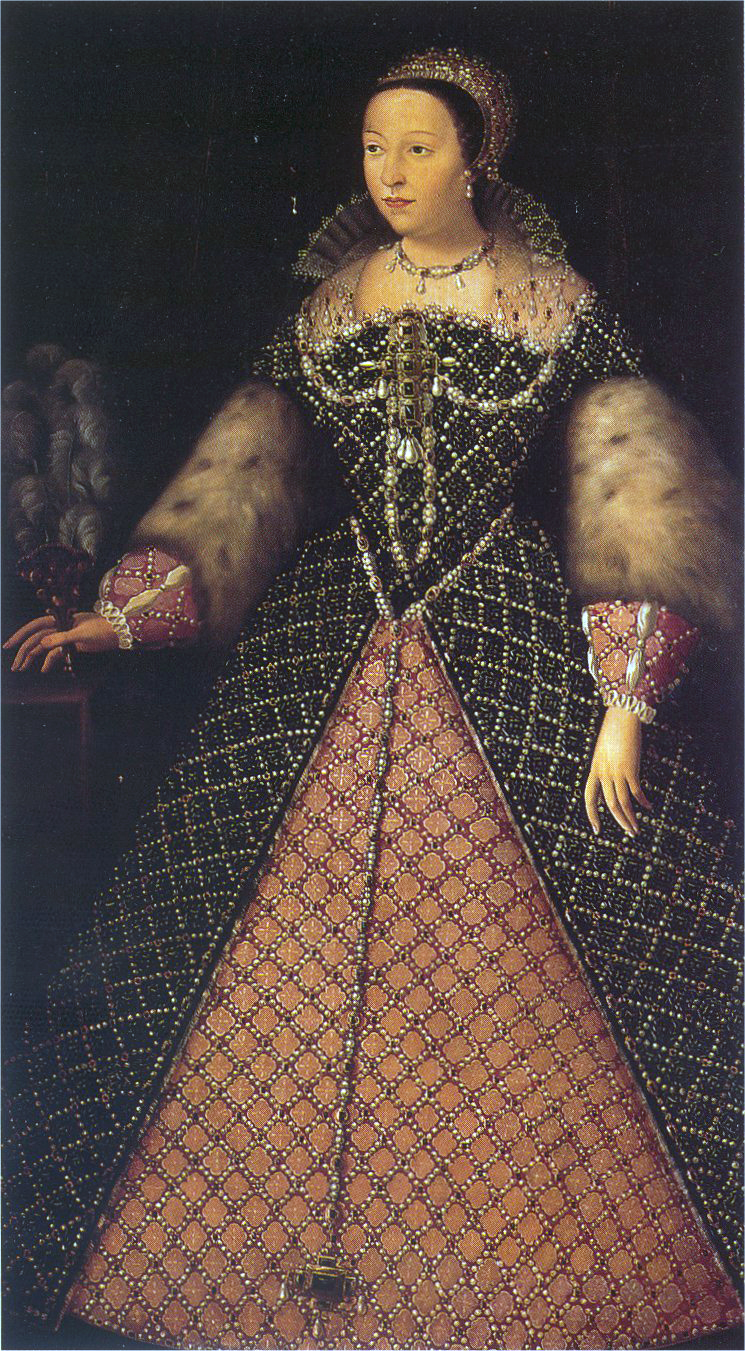
کاترین د مدیچی ایتالیایی به عنوان ملکهٔ فرانسه. مدهای او در آن زمان گرایشات اصلی بارگاه‌ها بودند.

مد در ایتالیا از سدهٔ یازدهم میلادی آغاز به تبدیل شدن به شیک‌ترین مد در اروپا نمود و شهرهای قدرتمند آن زمان مانند ونیز، میلان، فلورانس، ناپل، ویچنزا و رم شروع به تولید روپوش، جواهرات، منسوجات، کفش، پارچه، زیورآلات و پوشاک استادانه کردند. مد ایتالیایی در دوران رنسانس به اوج خود رسید. همان‌طور که ایتالیا به‌طور گسترده به عنوان مهد و زادگاه رنسانس شناخته می‌شود، هنر، موسیقی، آموزش، امور مالی و فلسفه شکوفا شدند و همراه با آن، طرح‌های مد ایتالیایی به ویژه آن‌هایی که مدیچی‌ها در فلورانس می‌پوشیدند بسیار محبوب شدند. مدهای کاترین د مدیچی، ملکهٔ فرانسه یکی از شیک‌ترین مدهای اروپا محسوب می‌شدند.
پس از افول در سدهٔ هفدهم تا اواسط-سدهٔ بیستم میلادی، ایتالیا به یک کشور پیشرو در مد بازگشت و فلورانس پایتخت مد ایتالیا در دهه‌های ۵۰ و ۶۰ میلادی از نخستین تجمع‌های مد برتر در سالا بیانکا، کاخ پیتی در سال ۱۹۵۲ میلادی بود با نام‌هایی چون: امیلیو شوبرت، امیلیو پوچی، وینچنزو فردیناندی، روبرتو کاپوچی، خواهران فونتانا، جرمانا ماروچلی، میلا شون، فائوستو سارلی، در حالی که میلان در دهه‌های ۷۰ و ۸۰ میلادی با برچسب‌ها و طراحان جدیدی مانند: والتر آلبینی، آرمانی، انریکو کووری، دولچه اِ گابانا، جان‌فرانکو فرره، رومئو جیلیی، کریتسیا، میسونی، موسکینو، لوچانو سوپرانی، تروساردی و ورساچه، و افتتاح و راه‌اندازی اولین بوتیک‌ها و امپوریاهای خود، پیشتاز بود. تا دهۀ ۱۹۷۰ میلادی، مد ایتالیایی عمدتاً برای افراد ثروتمند و مشهور طراحی می‌شد، کم و بیش مانند «اوت کوتور» فرانسوی. با این حال در دهه‌های ۱۹۷۰ و ۸۰ میلادی، مد ایتالیایی شروع به تمرکز بر پوشاک‌آماده مانند: کت، ژاکت، شلوار، پیراهن، پوشاک جین، جامپر و دامن‌کوتاه کرد. میلان برای خریداران مقرون به صرفه‌تر و شیک‌تر شد و فلورانس از موقعیت خود به عنوان پایتخت مد ایتالیا خلع شد و رم جایگزین آن شد که به لطف خلاقیت‌های ولنتینو، فندی، روبرتو کاپوچی، رناتو بالسترا و گاتینونی به عنوان قطب مد در این کشور اهمیت یافت.
امروزه میلان و رم پایتخت‌های مد ایتالیا و مراکز بین‌المللی اصلی طراحی مد هستند که با شهرهای دیگر مانند: توکیو، لس آنجلس، لندن، پاریس و نیویورک رقابت می‌کنند. همچنین شهرهای دیگری مانند: ونیز، فلورانس، ناپل، ویچنزا، بولونیا، جنوآ و تورین مراکز مهمی هستند. مناطق خرید اصلی این کشور، محلۀ مد خیابان مونته‌ناپولئونه (معروف به: چهارسوی مد) و گالری ویتوریو امانوئله (میلان)، خیابان کوندوتی (رم) و خیابان تورنابونی (فلورانس) هستند.

## شهرها
مد ایتالیا تحت سلطۀ میلان، رم، و تا حدودی فلورانس است که دو مورد اول در ۳۰ پایتخت مد برتر جهان قرار دارند. با این وجود، شهرهای متعدد دیگری نیز وجود دارند که نقش مهمی در مد ایتالیایی دارند.

### میلان

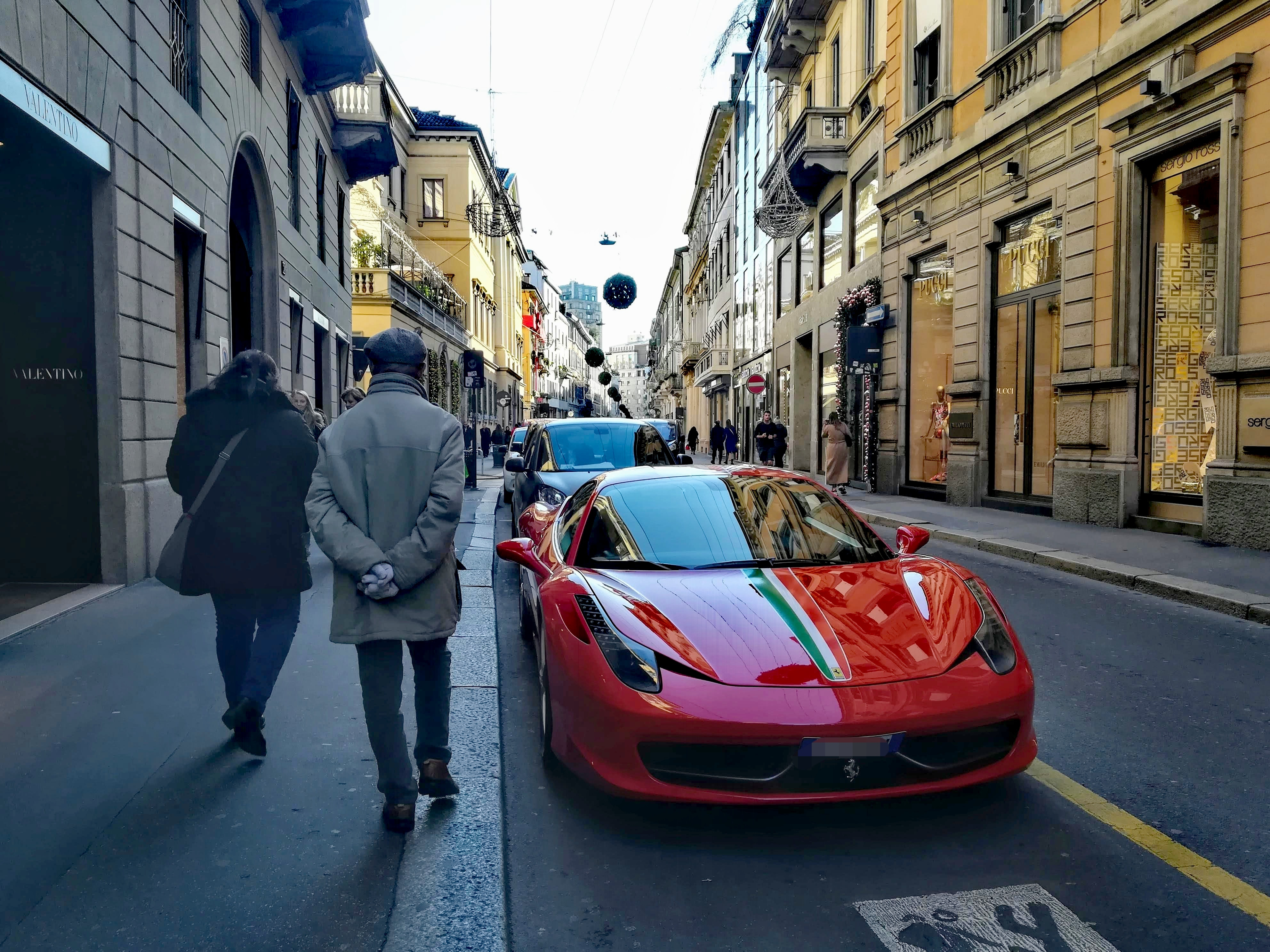
خیابان مونته‌ناپولئونه در ایام کریسمس

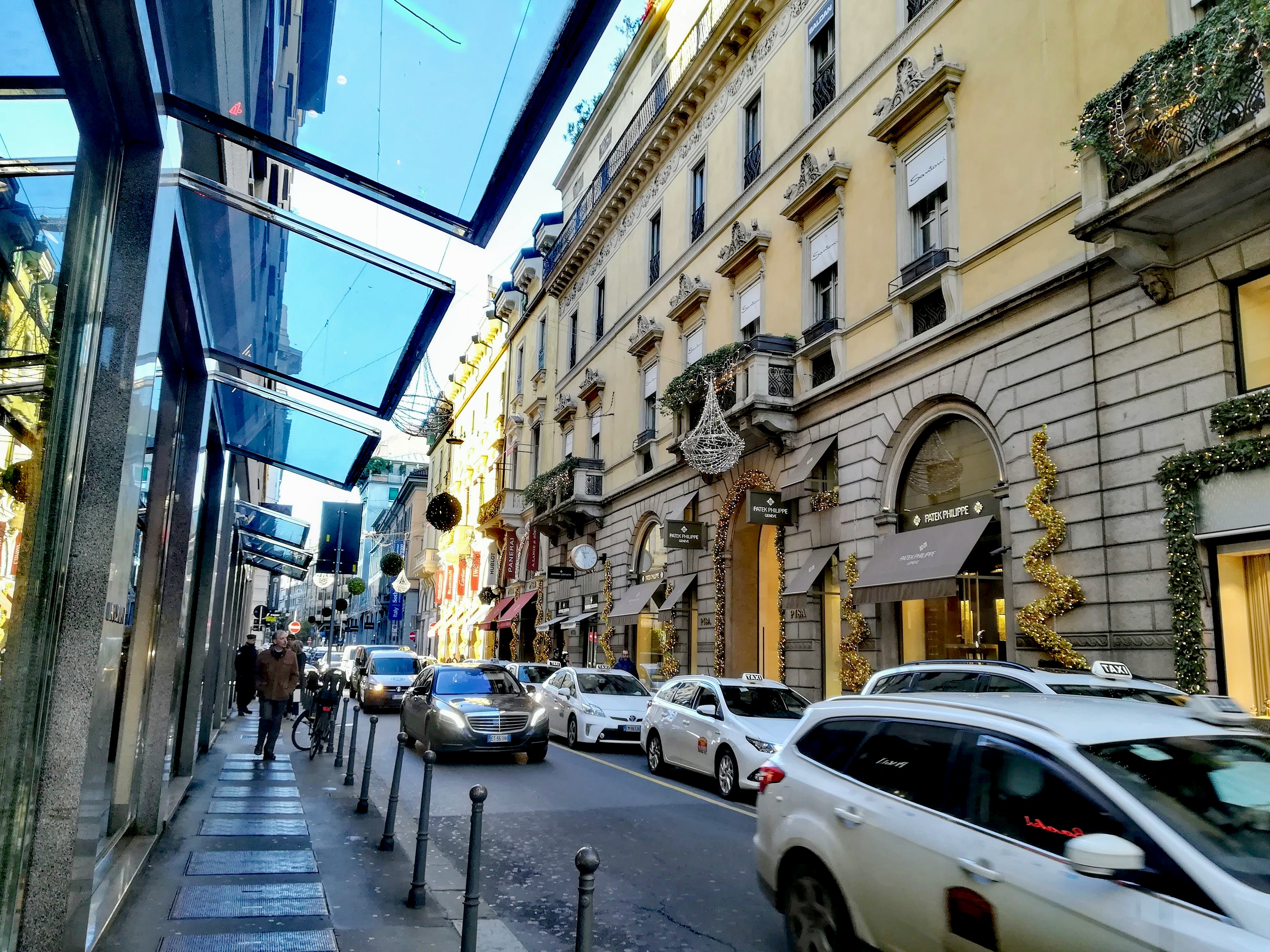
فروشگاه‌های لوکس زیبا، در امتداد خیابان پیترو وری در نزدیکی خیابان مونته‌ناپولئونه، در ایام کریسمس

در سال ۲۰۱۴ میلادی، میلان به عنوان پایتخت مد جهان در نظر گرفته شد (بر اساس فراوانی ذکر شده در رسانه‌های جهانی)، حتی از نیویورک، پاریس، رم و لندن پیشی گرفت. در سال ۲۰۱۱ میلادی، میلان در رتبۀ چهارم پس از لندن، نیویورک و پاریس قرار گرفت. بسیاری از برندهای بزرگ مد ایتالیایی مانند: ولنتینو، ورساچه، پرادا، آرمانی، دولچه اِ گابانا، مارنی، آیس‌برگ، میسونی، تروساردی، موسکینو، درک بیکمبرگس، اترو و زنیا در حال حاضر در این شهر مستقر هستند. برچسب‌های مد بین‌المللی نیز فروشگاه‌هایی در میلان دارند، از جمله فروشگاه‌های شاخص ابرکرومبی اند فچ. میلان نیز مانند سایر مراکز بین‌المللی مانند پاریس، لندن و نیویورک دو بار در سال میزبان هفتۀ مد است. منطقۀ مد لوکس اصلیِ میلان، «کوادریلاترو دلا مدا» (به معنای واقعی کلمه «چهارسوی مد») است که معتبرترین خیابان‌های خرید شهر (خیابان مونته‌ناپولئونه، خیابان مانتسونی، خیابان اسپیگا و کورسو ونتسیا) در آن قرار دارند. گالری ویتوریو امانوئله دوم، پیاتسا دل دومو، خیابان دانته و کورسو بوئنوس آیرس از دیگر خیابان‌ها و میدان‌های خرید مهم هستند.

### فلورانس

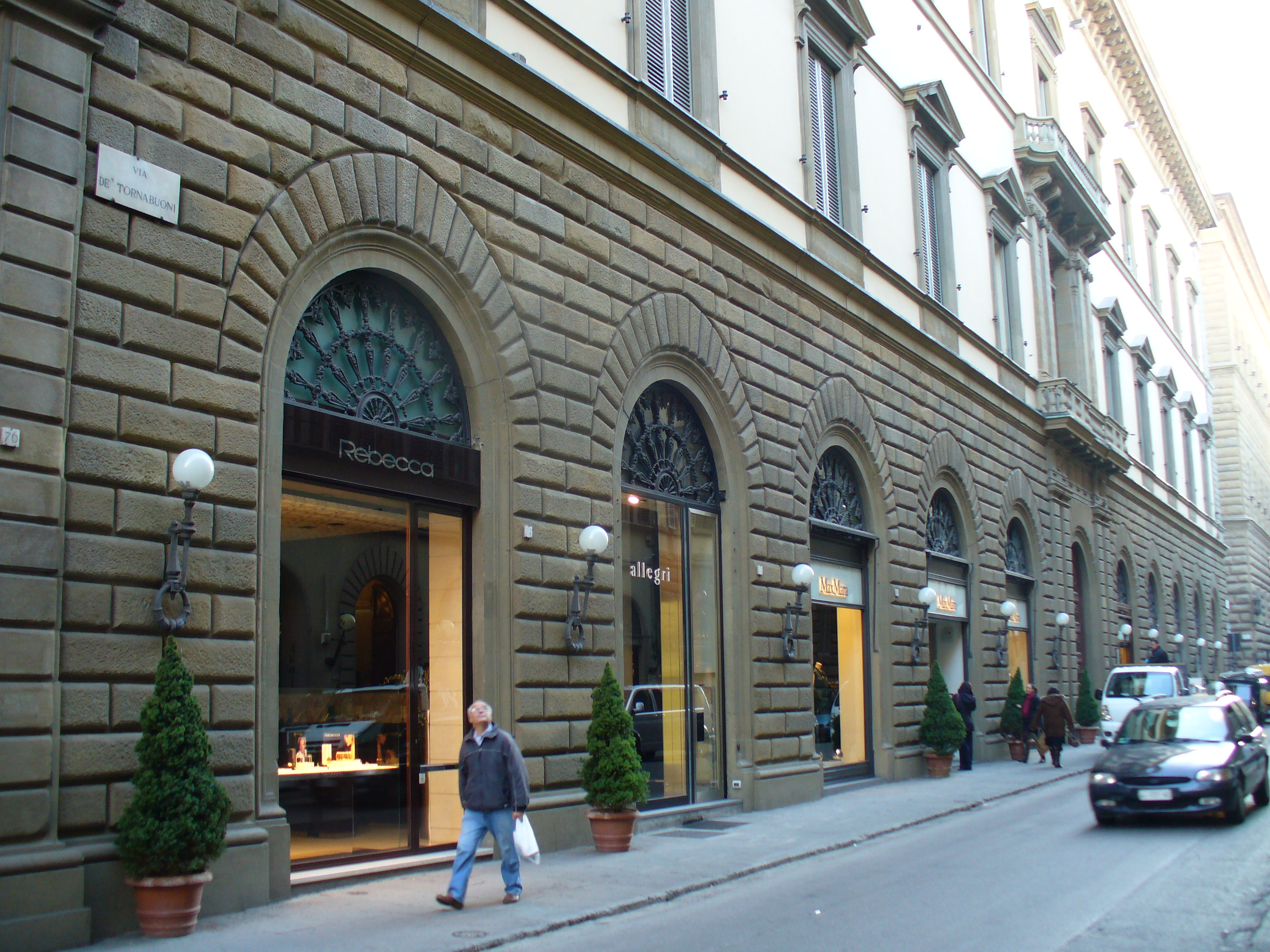
بوتیک‌های مجلل در امتداد خیابان معتبر تورنابونیِ فلورانس

فلورانس توسط برخی به عنوان زادگاه و اولین مرکز صنعت مد مدرن (پس از جنگ جهانی دوم) در ایتالیا در نظر گرفته می‌شود. «سوئائه» (به فرانسوی: Soirées) (به معنی: مهمانی‌های عصرانه) فلورانسی در اوایل دهۀ ۱۹۵۰ میلادی که توسط جووانی باتیستا جورجینی سازماندهی شد، رویدادهایی بودند که در آن چندین طراح مشهور ایتالیایی در نمایش‌های گروهی شرکت کردند و ابتدا توجه بین‌المللی را به خود جلب نمودند. فلورانس از سال ۱۹۲۸ میلادی به عنوان خانۀ شرکت مد ایتالیایی سالواتوره فراگامو خدمت کرده است. جانفرانکو لوتی، گوچی، روبرتو کاوالی، ارمانو شروینو، استفانو ریچی، پاتریتسیا پپه، انریکو کووری و امیلیو پوچی نیز تأسیس شدند و بسیاری از آن‌ها هنوز در فلورانس مستقر هستند. دیگر بازیگران اصلی صنعت مد مانند پرادا و شنل دفاتر و فروشگاه‌های بزرگی در فلورانس یا حومۀ آن دارند. اصلی‌ترین خیابان خرید مجلل فلورانس خیابان تورنابونی است، جایی که خانه‌های مد لوکس و برچسب‌های جواهرات، مانند: آرمانی و بولگاری، بوتیک‌های زیبای خود را دارند. خیابان پاریونه و خیابان روما (به معنی: رم) نیز خیابان‌های دیگری هستند که به دلیل فروشگاه‌های مد گران‌ قیمت خود، به خوبی شناخته شده‌اند.

### رم

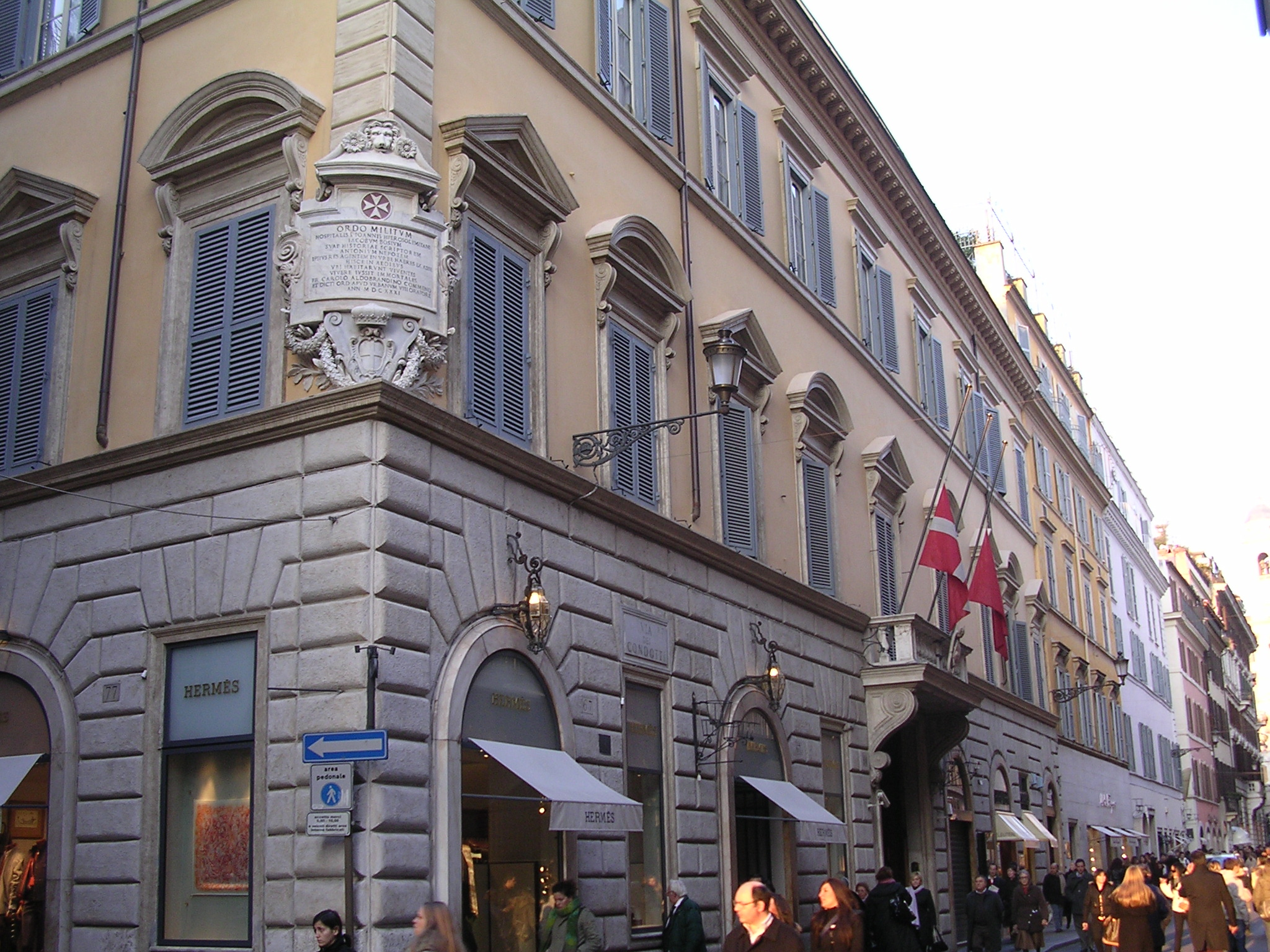
کاخ مالتا، احاطه شده توسط بوتیک‌های ارمس در خیابان کوندوتی، خیابان اصلی خرید مجلل در رم

رم به‌طور گسترده به عنوان پایتخت مد جهانی شناخته می‌شود. اگرچه به اندازۀ میلان مهم نیست، اما رم چهارمین مرکز مهم جهان برای مد در جهان است، طبق گزارش رصد جهانی زبان در سال ۲۰۰۹ میلادی پس از میلان، نیویورک و پاریس، و شکست لندن. خانه‌های مد لوکس ایتالیایی و زنجیره‌های جواهرات، مانند: ولنتینو، بولگاری، فندی، لائورا بیاجوتی، گاتینونی و بریونی، فقط مشتی نمونۀ خروار از نام‌هایی هستند که دفتر مرکزی آن‌ها در این شهر هستند یا در آن تأسیس شده‌اند. همچنین، سایر برندهای مهم مانند شنل، پرادا، دولچه اِ گابانا، آرمانی و ورساچه دارای بوتیک‌های لوکس در رم هستند، عمدتاً در امتداد خیابان کوندوتی معتبر و مجلل. هفتۀ مد رم یک نمایشگاه مهم جهانی است.

## شهرهای دیگر
اگرچه میلان، رم و فلورانس معمولاً به عنوان شهرهای پیشرو در مد ایتالیا در نظر گرفته می‌شوند، شهرهای دیگری مانند ونیز، ویچنزا، پراتو، تورین، ناپل و بولونیا نیز مراکز مهم طراحی و صنعت لباس ایتالیایی هستند. ونیز، به عنوان مثال، موطن خانۀ مد ایتالیایی روبرتا دی کامرینو است که در سال ۱۹۴۵ میلادی تأسیس شد. این برند به خاطر کیف‌های‌دستی خود مشهور است و به ویژه با ساخت کیف ایت مرتبط است، نوعی کیف‌دستی که که به دلیل نماد وضعیت آن قابل تشخیص است. برندهایی مانند: مکس مارا و رنگ‌های متحد بنتون، علیرغم اینکه برندهای ایتالیایی بزرگی هستند، ولی در میلان، رم یا فلورانس مستقر نیستند، اما دفتر مرکزی اولی در رجو امیلیا، و دومی در پونتسانو ونتو است. دفتر مرکزی هلدینگ ایتالیایی اوتی‌بی که توسط رنتسو روسو، صاحب برندهای مختلف پوشاک‌آماده مانند دیزل و همچنین خانه‌های مدی مانند مارنی، لیبل هلندی ویکتور اُ رولف و میسون مارژیلای بلژیکی نگهداری می‌شود، در حومۀ شهر نزدیک ویچنزا در منطقۀ ونتو قرار دارد. دفتر مرکزی شرکت‌های ایتالیایی چزاره پاچوتی و همچنین تودس متعلق به تاجر، دیگو دلا واله (که کفش‌های لوکس، انواع کالاهای چرمی و همچنین لباس‌هایی با برچسب‌های خود تودس، روژه ویویه، هوگان، فی و برند اسکیاپارلی  تولید می‌کند.)، سانتونی و بونتونی در منطقۀ مارکه واقع شده‌اند، یک منطقۀ تولیدی بسیار مهم برای کفش و قطعات چرمی در سواحل دریای آدریاتیک. خانه‌های مد فابیانا فیلیپی و موطن برونلو کوچینلی در منطقۀ اومبریا هستند و برندهای لوکس کیتون و آرمونت اِ بلاینه در ناپل تأسیس شده‌اند که همچنین یکی دیگر از مناطق برجستۀ کشور برای تولید پوشاک و اکسسوری (به ویژه کفش و کالاهای چرمی به‌طور کلی در اطراف منطقۀ سولوفرا)  است.

## نمایش‌های مد و نمایشگاه‌ها

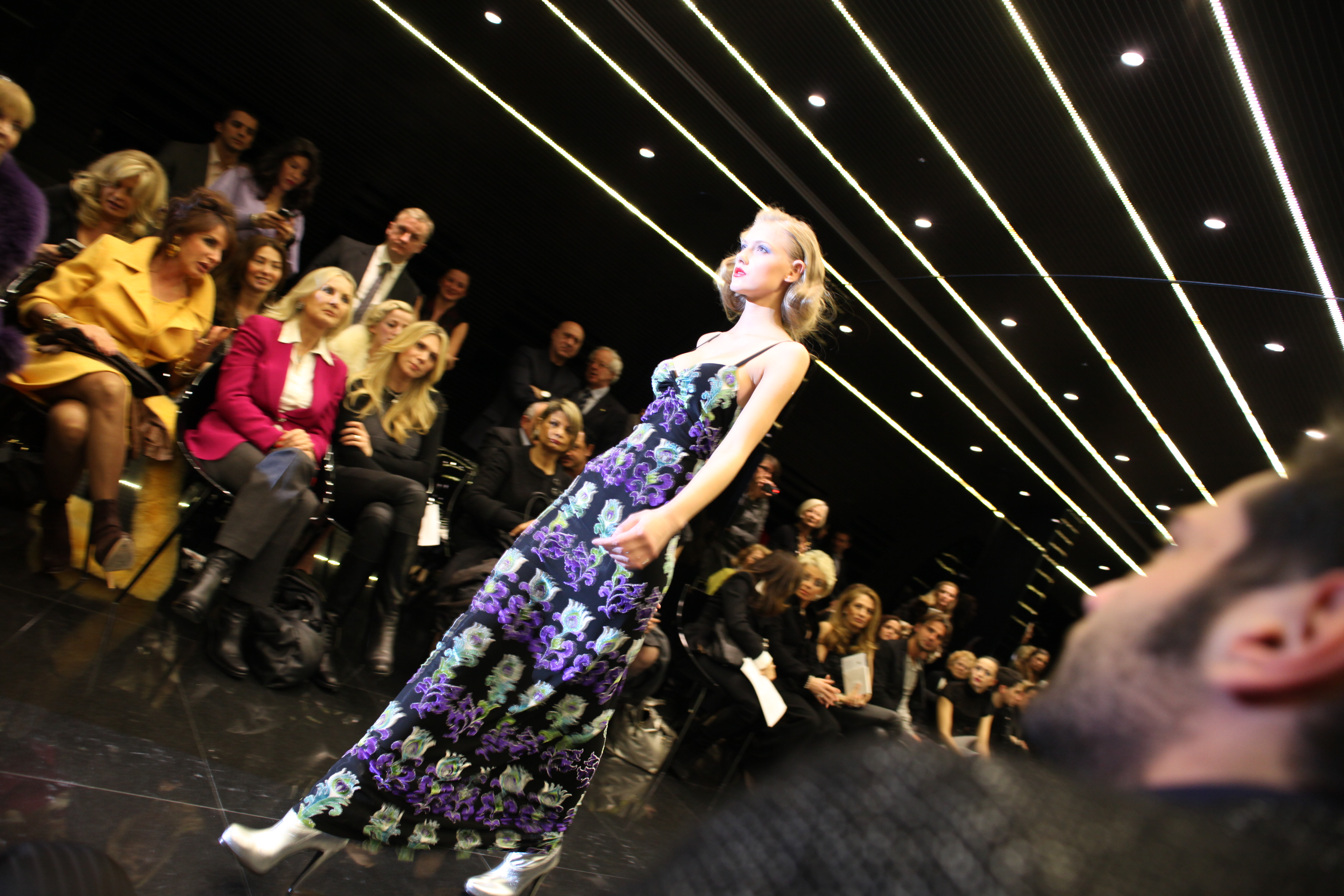
هفتۀ مد میلان

هفتۀ مد میلان دو بار در سال پس از هفتۀ مد لندن و پیش از هفتۀ مد پاریس برگزار می‌شود. این هفته به عنوان سومین، از چهار هفتۀ مهم و بین‌المللی جهانیِ مد پوشاک‌آماده در طول تقویمِ به اصطلاح ماه مد برنامه‌ریزی شده است. تاریخ‌ها توسط اتاق ملی مد ایتالیا تعیین می‌شود. برخی از مکان‌هایی که نمایش‌های مد برگزار می‌شود عبارتند از: کاخ سلطنتی میلان، کاخ سربلونی، پاویون ویسکونتی، اسپاتسیو دله کاوالریتسه در موزۀ لئوناردو داوینچی و بسیاری دیگر. از دیگر پلت‌فرم‌های برجسته برای مجموعه‌های مردانه و پروژه‌های جدید در صنعت مد، پیتی ایماجینه در فلورانس واقع در فورتتسا دا باسو است، که دو بار در سال برگزار می‌شود.